# Ruben Van Hirtum
Ruben Van Hirtum (Geel, 10 april 1990) is een Belgisch voormalig volleyballer. Hij speelde als receptie-hoek.

## Levensloop
Van Hirtum startte zijn volleyballoopbaan bij Tovo Tongerlo. Op 18-jarige leeftijd maakte hij de stap naar professioneel volleybal. Hij speelde 3 seizoenen bij VC Averbode. Daarna maakte hij de overstap naar Knack Roeselare, waar hij nog acht seizoenen zou spelen. Met deze club werd hij vijfmaal landskampioen (2013, 2014, 2015, 2016 en 2017) en won hij even vaak de Beker van België (2013, 2016, 2017, 2018 en 2019). Daarnaast bereikte hij met Roeselare in 2015-'16 de halve finales van de CEV Cup en won hij driemaal de Supercup. (2013-'14, 2014-'15 en 2018-'19)
Daarnaast was hij actief bij het Belgisch volleybalteam. Met de Red Dragons behaalde hij de vierde plaats op het Europees Kampioenschap van 2017.
Na zijn spelersloopbaan ging hij aan de slag als advocaat. Zijn vader (Guy Van Hirtum) is burgemeester van Westerlo.